# Georges Thiébaud
Pour les articles homonymes, voir Thiebaud, Thiébault, Thiébaut (homonymie).
Georges-Eugène Thiébaud, né le 16 mars 1850 à Toulouse et mort le 21 janvier 1915 à Paris, est un journaliste et militant bonapartiste, boulangiste puis nationaliste français.

## Biographie

### Famille
Le 16 mars 1850, Eugène-Georges Cial naît de parents inconnus au no 20 de la rue Pargaminières, à Toulouse. Huit ans plus tard, il est officiellement reconnu par Auguste Thiébaud (1833-1900), lieutenant au 1er RA, et par Joséphine-Aricie Balla (1826-1890), sœur aînée d’Agnès-Catherine-Aménaïde Rey-Balla, artiste lyrique et épouse du compositeur Jean-Étienne Rey. En réalité, le lieutenant Thiébaud n'est pas le père de l'enfant.
Par la suite, Aricie Balla se marie avec le comte Marie-Eugène-Raymond-Alfred de Montesquiou-Fezensac (1827-1905), fils d'Alfred de Montesquiou-Fezensac, petit-fils de Pierre de Montesquiou-Fezensac et neveu du général Anatole de Montesquiou-Fezensac. Le comte élèvera l'enfant naturel de son épouse comme son propre fils, mais les relations des deux hommes se dégraderont après 1890 au sujet de l'héritage d'Aricie, ce qui se terminera par un procès en correctionnelle.
Le 19 avril 1882, à Autry (Ardennes), Georges Thiébaud épouse Marie-Antoinette-Julie-Blanche Délouette (1859-1932). Le couple aura une fille, Marie-Raymonde-Cécile (1882-1960).

### Convictions bonapartistes
Après des études de droit, Georges Thiébaud se lance dans le journalisme politique, dirigeant des feuilles conservatrices (c'est-à-dire monarchistes) telles que Le Courrier des Ardennes puis Le Petit Moniteur.
Militant « jérômiste », c'est-à-dire bonapartiste de gauche, mais plus attaché au principe plébiscitaire qu'à la restauration de la dynastie impériale, il s'intéresse en 1886 à l'expérience de la Droite républicaine.
L'année précédente, il s'est présenté sans succès aux élections législatives, en troisième position sur la liste conservatrice des Ardennes, derrière Adrien de Wignacourt et le bonapartiste Étienne de Ladoucette. Au soir du premier tour, Thiébaud était arrivé au neuvième rang (cinq sièges étant à pourvoir) en obtenant 26 026 voix. Au second tour, il en avait recueilli 32 503 (8e rang). La liste opportuniste s'étant désistée au profit des cinq candidats radicaux, seuls ces derniers avaient finalement été élus.

### Rôle dans le boulangisme
Dès 1887, Thiébaud est l'un des premiers partisans du général Boulanger et intervient en faveur de ce dernier auprès du prince Jérôme, organisant discrètement une entrevue entre les deux hommes à Prangins le 1er janvier 1888. Alfred Naquet se porte garant de lui comme républicain.
Orateur de talent, il donne des conférences développant l'idéologie boulangiste et prend l'initiative de présenter la candidature du général aux élections partielles des 26 février et 25 mars 1888. Il se pense être l'inventeur du boulangisme mais est plus son théoricien et le stratège. N'ayant aucune capacité financière pour le mouvement, Boulanger le met de côté alors qu'il est déjà détesté par tous. Il comprend que son influence est devenu minimale. 
Le 2 mai 1888, il intègre le comité directeur de la Ligue des patriotes (LDP), que Paul Déroulède vient de mettre au service de la cause « révisionniste » (les boulangistes veulent réviser les lois constitutionnelles afin de remplacer le régime parlementaire par un exécutif fort issu du suffrage universel).
Inquiet des liens du boulangisme à l'égard des royalistes dès le printemps 1888 et en mauvais termes avec le comte Dillon, grand financeur du mouvement, Thiébaud rompt avec Boulanger quand celui-ci, accusé de complot par le pouvoir en place, s'exile brusquement pour échapper à une éventuelle arrestation (avril 1889). Thiébaud va même jusqu'à poser sa propre candidature face à celle du général lors de l'élection législative de Clignancourt, mais il ne récolte que 496 voix en raison de l'hostilité des boulangistes restés fidèles à leur chef. L'un de ces derniers, Henri Rochefort, affronte Thiébaud en duel.

### Après le boulangisme
À partir de 1895, Thiébaud se rapproche des milieux antisémites (Drumont et la Jeunesse antisémitique), dont il partage les idées racistes puis l'antidreyfusisme, et mène campagne contre l'influence du protestantisme. Il rêve d'ailleurs de faire de la Jeunesse antisémitique une grande ligue antiprotestante. Aux élections législatives de 1898, il est battu à Carpentras par le radical-socialiste Delestrac, mais avec un score honorable (5 396 voix, soit 44% des suffrages). En janvier 1899, il adhère à la Ligue de la patrie française (LPF), dont il devient l'un des conférenciers.
À la veille des obsèques de Félix Faure, Thiébaud tente en vain de se mêler aux préparatifs de Déroulède en vue d'un coup d’État, mais il est quand même perquisitionné par la police le 26 février 1899. Le 12 août suivant, lors du grand coup de filet contre les dirigeants nationalistes, il décide de prendre la fuite. Compris parmi les accusés dans le réquisitoire du procureur général Bernard au début de la procédure de la Haute Cour, il est mis hors de cause par les sénateurs dès le 30 octobre.

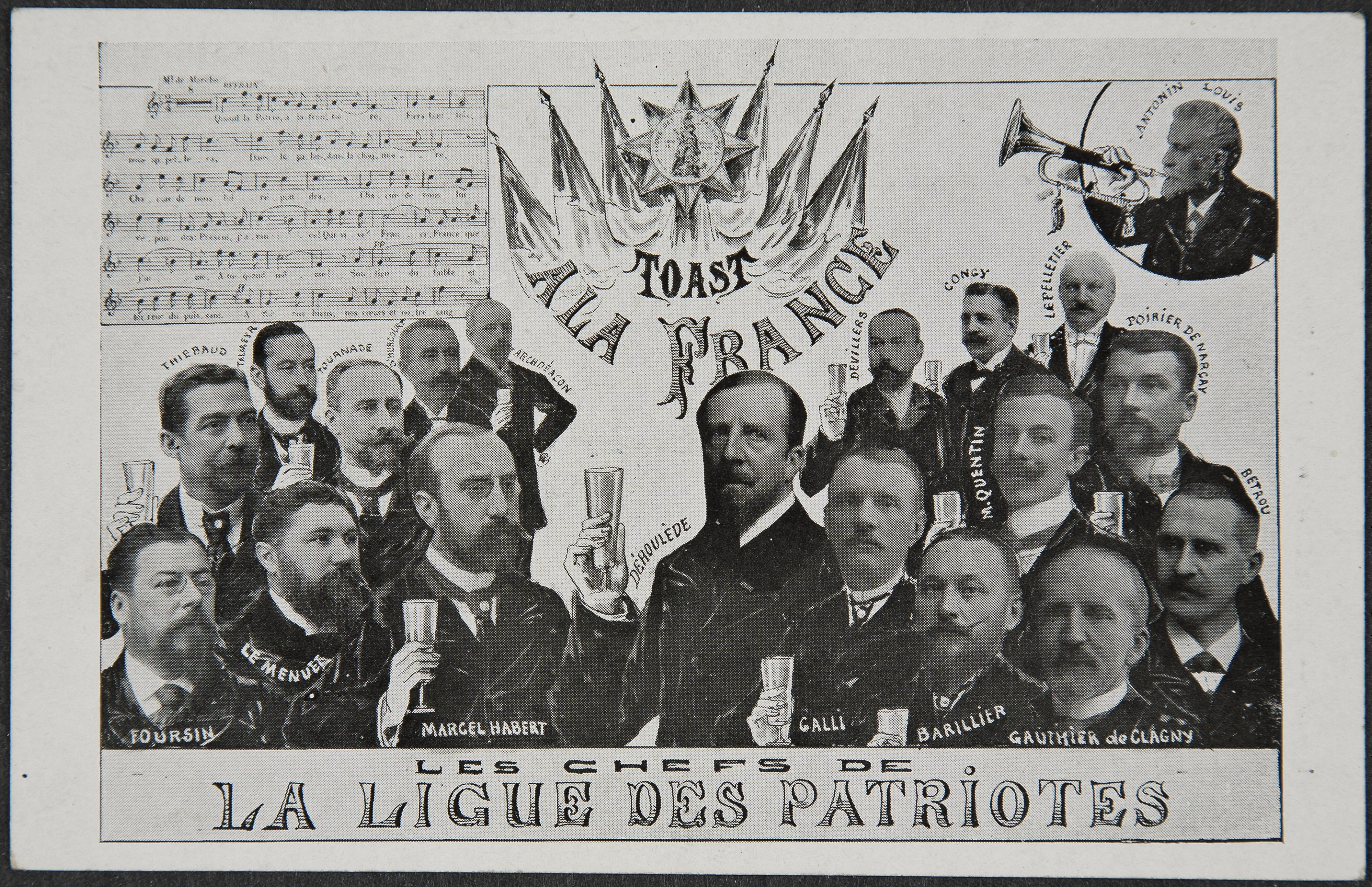
Thiébaud (à l'extrême gauche, 2e rang) parmi les « chefs de la Ligue des patriotes » (photomontage du début du XX).

En juillet 1900, Thiébaud est le candidat de la LDP à l'occasion d'une élection législative partielle provoquée par la mort du député de Niort, Amédée de La Porte. Concurrencé par un autre candidat d'opposition, le méliniste Toutant, Thiébaud arrive en troisième position derrière ce dernier et loin derrière le radical Gentil. Cet échec s'explique notamment par une mauvaise campagne et par le soutien maladroit de Déroulède. Ce dernier a en effet rejeté d'emblée tout apport de voix non républicaines, ce qui aura aussi pour conséquence l'éviction de Thiébaud du Gaulois. Une nouvelle tentative, en 1902, dans la 2e circonscription du 15e arrondissement de Paris, ne rencontre pas plus de succès, en raison de l'hostilité de certains cadres importants de la LDP et de la LPF : avec 4 294 voix (40% des suffrages), Thiébaud est vaincu par le député sortant, le socialiste Emmanuel Chauvière.
Brouillé avec tous ses anciens camarades avant les élections de 1906, il quitte la scène politique.

### Fin de vie
Capitaine d'artillerie territoriale, Thiébaud est nommé chevalier de la Légion d'honneur en janvier 1914. Son âge et son état de santé l'empêchent cependant de servir au début de la Première Guerre mondiale. L'avancée des troupes allemandes le force à fuir sa maison d'Autry, qui est mise à sac par les soldats ennemis. Démoralisé par la perte de ses papiers et très affaibli par une grippe infectieuse venue aggraver une maladie cardiaque, il meurt au no 215-bis du boulevard Saint-Germain le 21 janvier 1915. Après des obsèques célébrées en l'église Sainte-Clotilde et en présence de nombreuses personnalités, il est inhumé au cimetière du Montparnasse.
L'avant-veille de sa mort, Thiébaud avait fait venir Maurice Barrès à son chevet et lui avait confié : « J'ai eu quatre filles, quatre idées : le boulangisme, le nationalisme, ma campagne pour Panama, - j'estime que c'est le crime de ce régime d'avoir laissé Panama échapper à la France, - et puis ma démonstration que le laïcisme, c'est le protestantisme ».

## Publications
- M. Taine et le prince Napoléon, leur controverse sur Napoléon, leurs conclusions sur la France contemporaine, conférence, Paris, Dentu, 1887.
- Le Parti protestant, les progrès du protestantisme en France depuis 25 ans, conférence, Paris, Savine, 1895.
- Au-devant de Marchand, discours, Paris, Malverge, 1899.
- La Patrie française, conférence, Paris, La Patrie française, 1900.
- Le Palais de la gabegie, étude à fleur de peau de la situation municipale et des finances de la ville de Paris. Le devoir nationaliste à l'hôtel de ville, Paris, Librairie antisémite, 1900.
- Souvenirs d'un publiciste (1908-1909). Les Secrets du règne, Paris, La Renaissance française, 1909.